# Sint-Rochuskapel (Droeshout)

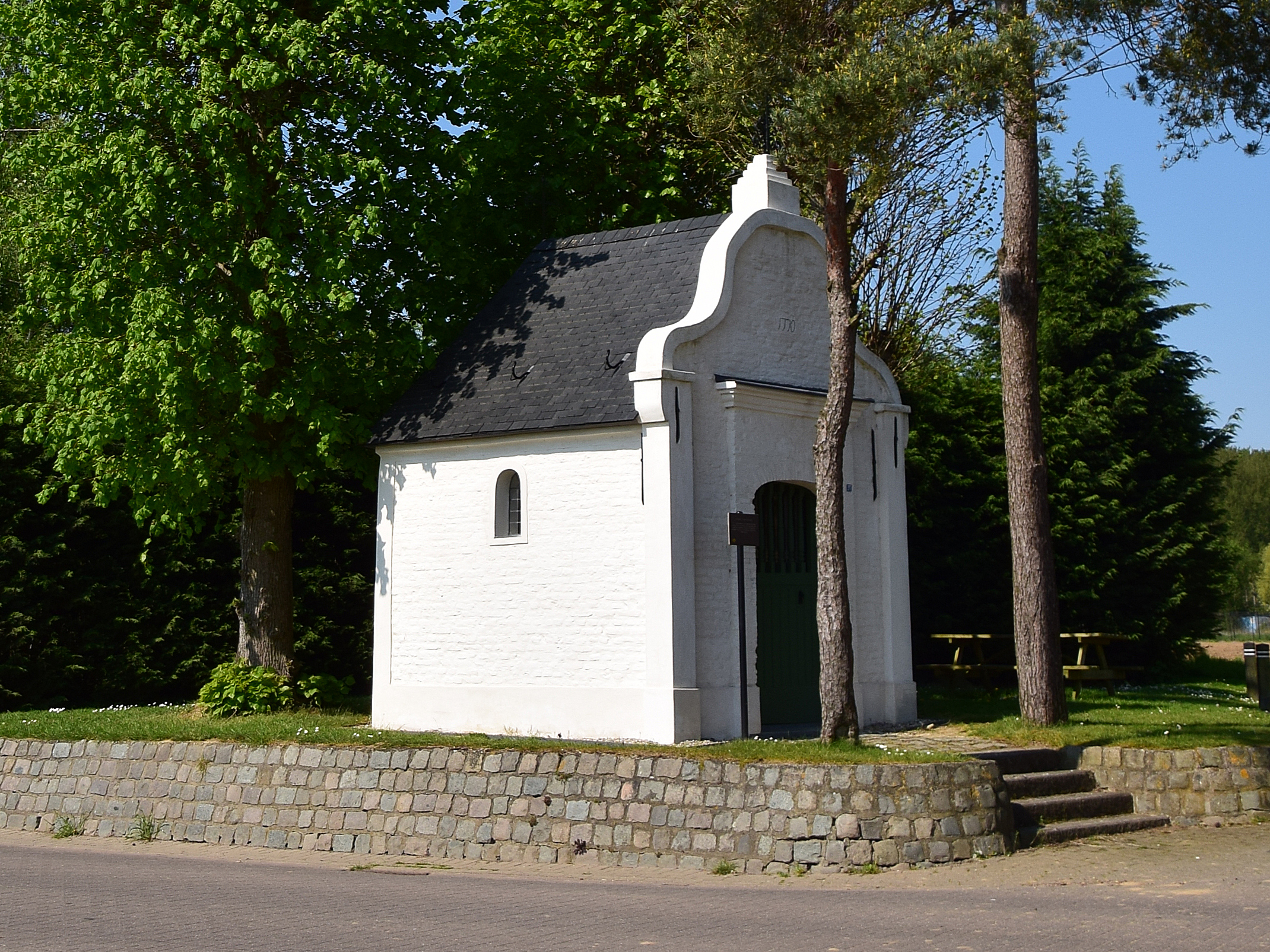
Sint-Rochuskapel

De Sint-Rochuskapel is een kapel in de tot de Vlaams-Brabantse gemeente Opwijk behorende plaats Droeshout, gelegen aan de Mazelstraat 50.

## Geschiedenis
De kapel stamt uit 1770 en werd opgericht door ene Joh. Josina 't Kint naar aanleiding van een pestepidemie. De familie 't Kint was eigenaar van de nabijgelegen hoeve.

## Gebouw
De kapel staat op een kruispunt van wegen en wordt omgeven door drie lindebomen. Het is een rechthoekig gebouwtje met halfronde apsis. De in- en uitgezwenkte voorgevel is in een late barokstijl.
In de kapel bevindt zich een altaar in Lodewijk XV- en rococostijl.